# Coddingtonia chenyufengi
Espèce
Coddingtonia chenyufengi est une espèce d'araignées aranéomorphes de la famille des Theridiosomatidae.

## Distribution
Cette espèce est endémique de Haïphong au Viêt Nam,. Elle se rencontre dans le parc national de Cát Bà.

## Description
La femelle holotype mesure 1,56 mm.

## Systématique et taxinomie
Cette espèce a été décrite par Lin et Li en 2024.

## Étymologie
Cette espèce est nommée en l'honneur de Yu-feng Chen.

## Publication originale
- Lin, Li, Mo & Wang, 2024 : « Thirty-eight spider species (Arachnida: Araneae) from China, Indonesia, Japan and Vietnam. » Zoological Systematics, vol. 49, no 1, p. 4-98.